# چهارطاقی ظالمی
چهارطاقی ظالمی مربوط به دوره ساسانیان است و در شهرستان لامرد، بخش علامرودشت، روستای ظالمی واقع شده و این اثر در تاریخ ۲۴ تیر ۱۳۸۲ با شمارهٔ ثبت ۹۲۲۳ به‌عنوان یکی از آثار ملی ایران به ثبت رسیده است.